# 木姜子小煤炱
木姜子小煤炱（学名：Meliola litseae）是属于小煤炱目小煤炱科小煤炱属的一种真菌，寄生在木姜子属植物上。该种分布于中国、印度尼西亚、菲律宾。

## 变种
木姜子小煤炱圆枝变种（学名：Meliola litseae var. rotundipoda）是属于小煤炱目小煤炱科小煤炱属的一种真菌，寄生在木姜子属植物上。该种分布于中国、印度尼西亚、菲律宾。